# Ragnar Helgesson
Helge Ivar Ragnar Helgesson, född 16 december 1892 i Nacka församling, död 16 mars 1966 i Stockholm, förbundsordförande och socialdemokratisk riksdagspolitiker.
Helgesson var ledamot av riksdagens första kammare från 1942, invald i Stockholms stads valkrets. 